# 乔庄东站
乔庄东站是通乔线上的一座车站，位于北京市通州区玉桥街道运河西大街，有北京市郊铁路城市副中心线列车经过。本站为既有专用线上的增設車站，2019年6月20日开通。

## 车站结构
本站设有1座岛式站台，站台南端连接站房。
| 站房 | 售票、安全检查、卫生间、候车室、出入口 | 售票、安全检查、卫生间、候车室、出入口 | 售票、安全检查、卫生间、候车室、出入口 |
| 站台 | 1站台                                  | 城市副中心线列车往良乡（通州）         |                                        |
| 站台 | 岛式月台                               |                                        |                                        |
| 站台 | 2站台                                  | 城市副中心线列车往良乡（通州）         |                                        |